# Ionischer Modus

Bildliche Darstellung der Ionischen Tonleiter. (Erläuterung)

Der ionische Modus (lateinisch Ionicus Modus, benannt nach dem Stamm der Ionier), kurz Ionisch ist neben Äolisch einer der im 16. Jahrhundert von Glarean dem System der Kirchentonarten hinzugefügten authentischen Modi. Im erweiterten (aus zwölf Tonarten bestehenden) System der Kirchentöne ist Ionisch der elfte Ton (gekennzeichnet durch den Ambitus c-c1, die Repercussa g und die Finalis c). 
Aus der ionischen Tonleiter ging die Durtonleiter hervor. In dieser Tonleiter liegt ein Halbtonschritt zwischen der dritten und vierten sowie der siebenten und achten Stufe, die anderen Intervalle sind Ganztonschritte. 
Der zwölfte Ton wird als Hypoionischer Modus bezeichnet und unterscheidet sich vom ionischen durch einen Ambitus G-g. Beispiele für die Verwendung des ionischen Modus sind das Weihnachtslied Vom Himmel hoch, da komm ich her (Martin Luther, 1539) oder das Volkslied Drei Laub auf einer Linden (1540).
Im modalen Jazz wird gelegentlich die Bezeichnung Ionisch im Zusammenhang der modalen Skalen anstelle von Dur verwendet.

## Notenbeispiel
Die Tonart C-Ionisch enthält die Stammtöne der westlichen Musik, denen auf Tasteninstrumenten die weißen Tasten entsprechen. Tonleiter in C-Ionisch mit eingezeichneten Halbtonschritten:

## Hörbeispiel
Tonleiter in C-Ionischⓘ